# Увеселителен парк (филм)
„Увеселителен парк“ (на английски: Action Point) е американски комедиен филм от 2018 г. на режисьора Тим Киркби, и участват Джони Ноксвил и Крис Понтиус, които участваха заедно в поредицата „Jackass“.